# Historique du parcours européen du FC Lausanne-Sport
Cet article présente les différentes campagnes européennes réalisées par le FC Lausanne-Sport depuis sa première participation à la Coupe Mitropa en 1936.

## Résultats en compétitions européennes

### Légende du tableau
| Vainqueur de la compétition | Victoire ou qualification | Match nul | Défaite ou élimination |

### Résultats
Légende
- Victoire ou qualification pour le tour suivant
- Match nul
- Défaite ou élimination de la compétition

Note : dans les résultats ci-dessous, le score du club est toujours donné en premier.
| Saison    | Compétition                | Tour                          | Club                     | Domicile | Extérieur | Total             |
| --------- | -------------------------- | ----------------------------- | ------------------------ | -------- | --------- | ----------------- |
| 1936      | Coupe Mitropa              | Tour préliminaire             | SK Židenice              | 2 - 1    | 0 - 5     | 2 - 6             |
| 1955-1958 | Coupe des villes de foires | Groupe 2                      | Leipzig XI               | 7 - 3    | 3 - 6     | 10 - 9            |
| 1955-1958 | Coupe des villes de foires | Demi-finales                  | Londres XI               | 2 - 1    | 0 - 2     | 2 - 3             |
| 1958-1960 | Coupe des villes de foires | Huitièmes de finale           | Belgrade XI              | 3 - 5    | 1 - 6     | 4 - 11            |
| 1960-1961 | Coupe des villes de foires | Huitièmes de finale           | Hibernian FC             | Forfait  | Forfait   | Forfait           |
| 1961-1962 | Coupe des villes de foires | Huitièmes de finale           | Valence CF               | N/A      | 3 - 4     | 3 - 4             |
| 1962-1963 | Coupe des coupes           | Tour préliminaire             | Sparta Rotterdam         | 3 - 0    | 2 - 4     | 5 - 4             |
| 1962-1963 | Coupe des coupes           | Huitièmes de finale           | Slovan Bratislava        | 1 - 1    | 0 - 1     | 1 - 2             |
| 1963-1964 | Coupe des villes de foires | Seizièmes de finale           | Heart of Midlothian      | 2 - 2    | 2 - 2     | 3 - 2 7 - 6       |
| 1963-1964 | Coupe des villes de foires | Huitièmes de finale           | Real Saragosse           | 1 - 2    | 0 - 3     | 1 - 5             |
| 1964-1965 | Coupe des coupes           | Seizièmes de finale           | Budapest Honvéd          | 2 - 0    | 0 - 1     | 2 - 1             |
| 1964-1965 | Coupe des coupes           | Huitièmes de finale           | Slavia Sofia             | 2 - 1    | 0 - 1     | 3 - 2 5 - 4       |
| 1964-1965 | Coupe des coupes           | Quarts de finale              | West Ham United          | 1 - 2    | 3 - 4     | 4 - 6             |
| 1965-1966 | Coupe des clubs champions  | Tour préliminaire             | Sparta Prague            | 0 - 0    | 0 - 4     | 0 - 4             |
| 1966-1967 | Coupe des villes de foires | Seizièmes de finale           | Burnley FC               | 1 - 3    | 0 - 5     | 1 - 8             |
| 1967-1968 | Coupe des coupes           | Seizièmes de finale           | Spartak Trnava           | 3 - 2    | 0 - 2     | 3 - 4             |
| 1968-1969 | Coupe des villes de foires | 32es de finale                | Juventus FC              | 0 - 2    | 0 - 2     | 0 - 4             |
| 1969-1970 | Coupe des villes de foires | 32es de finale                | ETO Győr                 | 1 - 2    | 1 - 2     | 2 - 4             |
| 1970-1971 | Coupe des villes de foires | 32es de finale                | Vitória Setúbal          | 0 - 2    | 1 - 2     | 1 - 4             |
| 1972-1973 | Coupe UEFA                 | 32es de finale                | Étoile rouge de Belgrade | 3 - 2    | 1 - 5     | 4 - 7             |
| 1978-1979 | Coupe UEFA                 | 32es de finale                | Jeunesse d'Esch          | 2 - 0    | 0 - 0     | 2 - 0             |
| 1978-1979 | Coupe UEFA                 | Seizièmes de finale de finale | Ajax Amsterdam           | 0 - 4    | 0 - 1     | 0 - 5             |
| 1981-1982 | Coupe des coupes           | Seizièmes de finale           | Kalmar FF                | 2 - 1    | 2 - 3     | 4 - 4             |
| 1981-1982 | Coupe des coupes           | Huitièmes de finale           | Legia Varsovie           | 1 - 1    | 1 - 2     | 2 - 3             |
| 1990-1991 | Coupe UEFA                 | 32es de finale                | Real Sociedad            | 3 - 2    | 0 - 1     | 3 - 3E            |
| 1991-1992 | Coupe UEFA                 | 32es de finale                | KAA La Gantoise          | 0 - 1 ap | 1 - 0     | 1 - 1 (1 - 4 tab) |
| 1997      | Coupe Intertoto            | Groupe 3                      | Nea Salamina Famagouste  | 4 - 1    | N/A       | Deuxième          |
| 1997      | Coupe Intertoto            | Groupe 3                      | AJ Auxerre               | N/A      | 1 - 1     | Deuxième          |
| 1997      | Coupe Intertoto            | Groupe 3                      | Ards FC                  | 6 - 0    | N/A       | Deuxième          |
| 1997      | Coupe Intertoto            | Groupe 3                      | Royal Antwerp            | N/A      | 2 - 2     | Deuxième          |
| 1998-1999 | Coupe des coupes           | Tour préliminaire             | Ararat Erevan            | 5 - 1    | 2 - 1     | 7 - 2             |
| 1998-1999 | Coupe des coupes           | Seizièmes de finale           | SS Lazio                 | 2 - 2    | 1 - 1     | 3 - 3E            |
| 1999-2000 | Coupe UEFA                 | 64es de finale                | Celta de Vigo            | 3 - 2    | 0 - 4     | 3 - 6             |
| 2000-2001 | Coupe UEFA                 | Tour préliminaire             | Cork City                | 1 - 0    | 1 - 0     | 2 - 0             |
| 2000-2001 | Coupe UEFA                 | 64es de finale                | Torpedo Moscou           | 3 - 2    | 2 - 0     | 5 - 2             |
| 2000-2001 | Coupe UEFA                 | 32es de finale                | Ajax Amsterdam           | 1 - 0    | 2 - 2     | 3 - 2             |
| 2000-2001 | Coupe UEFA                 | Seizièmes de finale           | FC Nantes                | 1 - 3    | 3 - 4     | 4 - 7             |
| 2001      | Coupe Intertoto            | Premier tour                  | UE Sant Julià            | 6 - 0    | 3 - 1     | 9 - 1             |
| 2001      | Coupe Intertoto            | Deuxième tour                 | Sturm Graz               | 3 - 3    | 1 - 0     | 4 - 3             |
| 2001      | Coupe Intertoto            | Troisième tour                | NK Celje                 | 0 - 0    | 1 - 1     | 1E - 1            |
| 2001      | Coupe Intertoto            | Demi-finales                  | FC Bâle                  | 0 - 3    | 2 - 2     | 2 - 5             |
| 2010-2011 | Ligue Europa               | Deuxième tour Q               | Borac Banja Luka         | 1 - 0    | 1 - 1     | 2 - 1             |
| 2010-2011 | Ligue Europa               | Troisième tour Q              | Randers FC               | 1 - 1    | 3 - 2     | 4 - 3             |
| 2010-2011 | Ligue Europa               | Barrages Q                    | Lokomotiv Moscou         | 1 - 1    | 1 - 1 ap  | 2 - 2 (4 - 3 tab) |
| 2010-2011 | Ligue Europa               | Groupe F                      | CSKA Moscou              | 0 - 3    | 1 - 5     | Quatrième         |
| 2010-2011 | Ligue Europa               | Groupe F                      | US Palerme               | 0 - 1    | 0 - 1     | Quatrième         |
| 2010-2011 | Ligue Europa               | Groupe F                      | Sparta Prague            | 1 - 3    | 3 - 3     | Quatrième         |
| 2025-2026 | Ligue Conférence           | Deuxième tour Q               | Vardar Skopje            | 5 - 0    | 1 - 2     | 6 - 2             |
| 2025-2026 | Ligue Conférence           | Troisième tour Q              | FK Astana                | 3 - 1    | 2 - 0     | 5 - 1             |
| 2025-2026 | Ligue Conférence           | Barrages Q                    | Beşiktaş JK              | -        | -         | -                 |

1. ↑  Match d'appui disputé à Lausanne.
2. ↑  Match d'appui disputé sur terrain neutre à Rome.

### Bilan
| Compétition                | P  | M  | V  | N  | D  | BP  | BC  | Diff. |
| -------------------------- | -- | -- | -- | -- | -- | --- | --- | ----- |
| Ligue des champions (C1)   | 1  | 2  | 0  | 1  | 1  | 0   | 4   | -4    |
| Coupe des coupes (C2)      | 5  | 21 | 8  | 4  | 9  | 36  | 33  | +3    |
| Ligue Europa (C3)          | 7  | 32 | 12 | 7  | 13 | 40  | 55  | -15   |
| Ligue Conférence (C4)      | 1  | 4  | 3  | 0  | 1  | 11  | 3   | +8    |
| Coupe Intertoto            | 2  | 12 | 5  | 6  | 1  | 29  | 14  | +13   |
| Coupe des villes de foires | 8  | 20 | 3  | 2  | 15 | 31  | 58  | -27   |
| Total                      | 24 | 91 | 31 | 20 | 40 | 147 | 167 | -20   |